# Corrales del Vino
Corrales del Vino ist ein Ort und eine nordspanische Gemeinde (municipio) mit 929 Einwohnern (Stand: 2024) in der Provinz Zamora in der Autonomen Gemeinschaft Kastilien-León. Der Ort befand sich an der antiken Handelsstraße Via de la Plata, die schon im Mittelalter eine von Süden (Sevilla, Mérida, Cáceres, Salamanca) kommende und bei León oder Astorga in die Hauptstrecke einmündende Nebenstrecke des Jakobswegs bildet.

## Lage und Klima
Der Ort Corrales del Vino liegt im Westen der kastilischen Hochebene (meseta) im Süden der Provinz Zamora in einer Höhe von ca. 770 bis 800 m. Die am Río Duero gelegene Provinzhauptstadt Zamora ist etwa 18 km (Fahrtstrecke) in nördlicher Richtung entfernt. Das Klima ist gemäßigt bis warm; Regen (ca. 385 mm/Jahr) fällt hauptsächlich im Winterhalbjahr.

## Bevölkerungsentwicklung
| Jahr      | 1857  | 1900  | 1950  | 2000  | 2020 |
| Einwohner | 1.825 | 2.350 | 1.839 | 1.141 | 959  |

Der deutliche Bevölkerungsrückgang seit Beginn des 20. Jahrhunderts ist im Wesentlichen auf die Reblauskrise im Weinbau, später dann auf die zunehmende Mechanisierung der Landwirtschaft sowie auf die Aufgabe bäuerlicher Kleinbetriebe und den damit einhergehenden Verlust von Arbeitsplätzen zurückzuführen. Zur Gemeinde gehören auch die beiden Weiler (pedanias) Fuente el Carnero und Peleas de Arriba.

## Wirtschaft
Die Landwirtschaft (vor allem Viehzucht, Wein- und Gemüseanbau) spielt traditionell die größte Rolle im Wirtschaftsleben der Gemeinde. Daneben fungierte der Ort bereits im Mittelalter als Handels-, Handwerks- und Dienstleistungszentrum für die Dörfer und Weiler in der Region. Einnahmen aus dem Tourismus in Form der Vermietung von Ferienwohnungen (casas rurales) sind in den letzten Jahrzehnten hinzugekommen.

## Geschichte
Keltische, römische, westgotische und selbst maurische Spuren wurden bislang nicht entdeckt. Das Gebiet um Corrales wurde gegen Ende des 10. bzw. zu Beginn des 11. Jahrhunderts von den Mauren zurückerobert (reconquista). Anschließend begann die Phase der Wiederbesiedlung (repoblación) der nahezu entvölkerten Gebiete, doch erst Ende des 13. Jahrhunderts entstand eine romanische Kirche, von der noch das Portal erhalten ist. Einer lokalen Überlieferung zufolge soll der spätere König Ferdinand III. im Jahr 1199 im Weiler Peleas de Arriba geboren sein.

## Sehenswürdigkeiten
- Die der hl. Maria Magdalena geweihte Pfarrkirche hat ein romanisches Westportal mit reich geschmückten Archivolten. Die die ganze Südseite einnehmende Vorhalle (portico) ist ein Werk der Renaissance. Das dreischiffige Innere beherbergt eine romanische Muttergottes aus Stein sowie zwei Holzkruzifixe aus dem 14. Jahrhundert (Cristo del Miserere und Cristo Corralino). Das geschnitzte und bemalte Altarretabel ist ein Werk des 18. Jahrhunderts.[4]
- Beim Friedhof steht die Kapelle Ermita de Nuestra Señora de las Angustias aus dem 18. Jahrhundert.

Fuente el Carnero

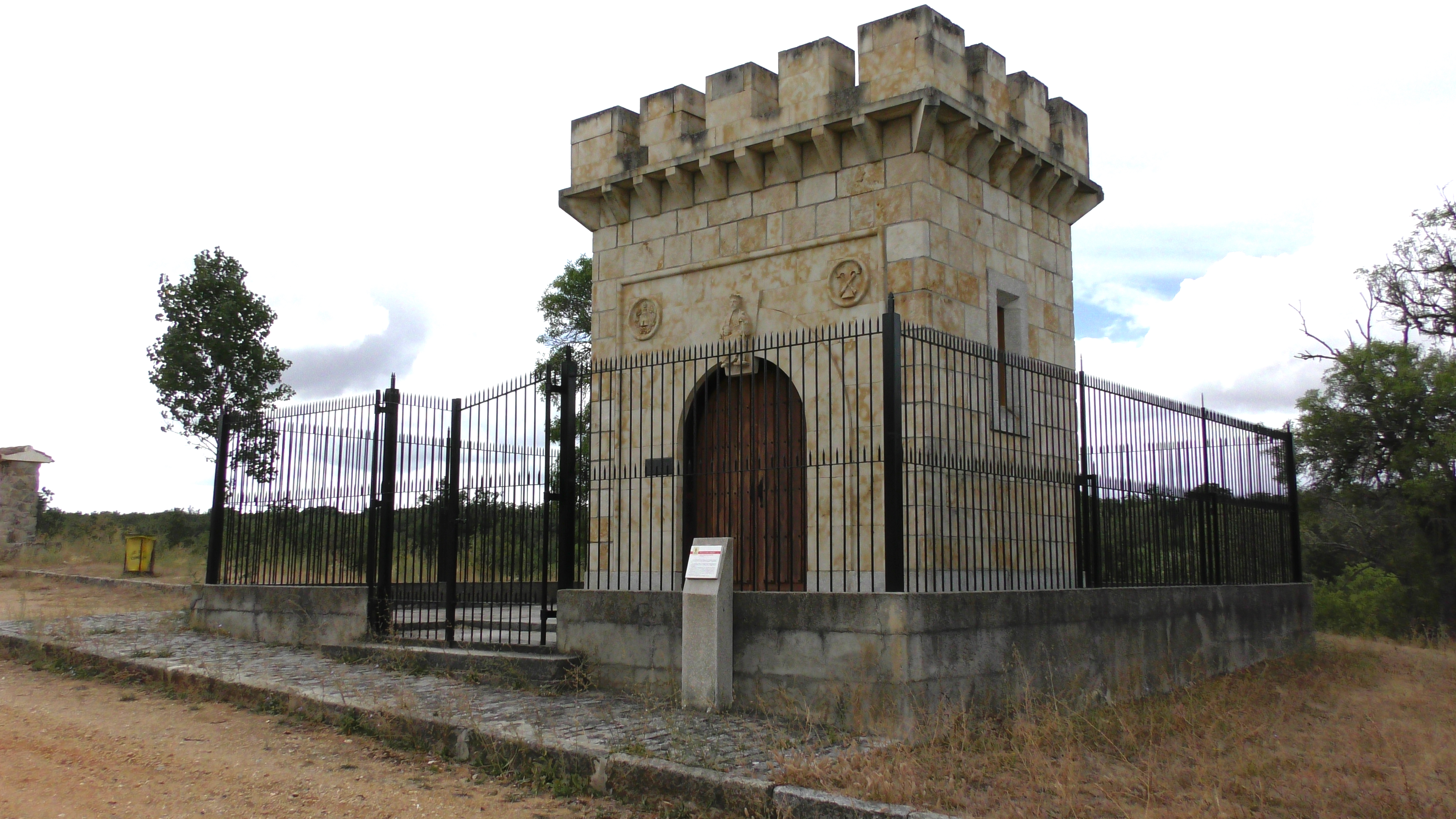
Denkmal für Ferdinand III.

- Die Iglesia de San Esteban des Weilers Fuente el Carnero ist ein einschiffiger spätromanischer Bau mit einem Renaissance-Glockengiebel (espadaña) im Westen, aber einem – für den Nordwesten Spaniens reichdekorierten – Portal auf der Nordseite. Das einschiffige Innere beherbergt mehrere vegetabilische Kapitelle, außerdem gibt es ein mit ungewöhnlichem Dekor versehenes Rundfenster. Die Kirche ist als Bien de Interés Cultural anerkannt.

Peleas de Arriba
- Die um die Mitte des 18. Jahrhunderts entstandene und mit einem Glockengiebel (espadaña) versehene Iglesia de Nuestra Señora de la Asunción steht im Weiler Peleas de Arriba. Ihr neoklassizistischer Hauptaltar stammt aus dem Jahr 1791.
- Im Kloster Valparaíso bei Peleas de Arriba soll angeblich der spätere König Ferdinand III., genannt „der Heilige“, geboren sein; ihm zu Ehren wurde im 19. Jahrhundert ein einbogiges Monument errichtet.